# Републикански път I-6
Републиканският път I-6, по-известен и като Подбалканският път, е първокласен път от Републиканската пътна мрежа на България с направление от запад изток, преминаващ по територията на 9 области: Кюстендилска, Пернишка, област София, Софийска, Пловдивска, Старозагорска, Сливенска, Ямболска и Бургаска. Общата му дължина е 508,5 km, която го прави най-дългият републикански път в България. В участъка от ГКПП Гюешево до Перник пътят съвпада с Европейски път Е871, а в участъка от „Петолъчката“ до Бургас – с Европейски път Е773.

## Географско описание
Пътят започва от границата със Северна Македония при ГКПП Гюешево и се насочва на изток. Слиза в Каменишката котловина, минава през селата Каменичка Скакавица, Раненци и Гърляно, преодолява седловината между планините Лисец и Осоговска при село Вратца и слиза в Кюстендилската котловина. Тук пътят минава през село Жиленци, заобикаля от север град Кюстендил, завива на североизток, при село Ябълково пресича река Струма, изкачва се по южния склон на Конявска планина през село Цървеняно, преодолява билото ѝ и навлиза в Пернишка област.
Тук пътят слиза по северния склон на планината, минава през село Драговмирово и при село Извор навлиза в Радомирската котловина. Минава през центъра на град Радомир, заобикаля от северозапад планината Голо бърдо, навлиза в Пернишката котловина и достига центъра на град Перник. В източната част на града Републикански път I-6 се свързва с Републикански път I-1, навлиза в Област София и на протежение от 47 km двата пътя се дублират в участъка от Перник до София и в част от околовръстния път на столицата.
При село Владая пътят преодолява Владайската седловина, при квартал „Княжево“ навлиза в Софийската котловина като минава по част от бул. Цар Борис III и завива на изток по бул. Никола Петков. В този участък в продължение на 19,6 km Републикански път I-6 съвпада с южната дъга на околовръстния път на София (Републикански път II-18 с име ул. Околовръстен път), пресича река Искър, завива на север и достига началната точка на автомагистрала „Тракия“. Оттук до началния километър на автомагистрала „Хемус“ в продължение на 8,7 km, продължавайки по път II-18, пътят се дублира и с Републикански път I-8. След това завива на изток, минава през село Долни Богров и навлиза в Софийска област. В този участък Републикански път I-6 последователно преминава през три подбалкански котловини – Саранска, Камарска и Златишко-Пирдопска и преодолява трите отделящи ги една от друга напречни рида – Негушевски, Опорски и Гълъбец. По цялото си това протежение пътят преминава през селата Григорево, Саранци, Долно Камарци и Челопеч, градовете Златица и Пирдоп и село Антон, изкачва се на напречния рид Козница и навлиза в Пловдивска област.
В Пловдивска област Републикански път I-6 слиза по източния склон на Козница, минава северно от град Клисура и навлиза в Карловската котловина. Пресича котловината по цялото ѝ протежение от запад на изток, като последователно преминава през селата Розино, Кърнаре, Иганово и Анево, през центъра на град Сопот и южната част на град Карлово. След това пресича южната част на село Васил Левски, преодолява поредния напречен, подбалкански планински рид Стражата (Кръстец), минава южно от град Калофер и при гара Калофер навлиза в Старозагорска област и западната част на Казанлъшката котловина.
Тук, както и в Карловската котловина, пътят пресича Казанлъшката котловина по цялото ѝ протежение от запад на изток. Преминава последователно през селата Манолово, Габарево, Долно Сахране и Дунавци, пресича южната част на град Казанлък, след което на протежение от 6,6 km се дублира с Републикански път I-5. Минава южно от град Мъглиж, северно от селата Дъбово и Ветрен и град Николаево и южно от град Гурково навлиза в Твърдишката котловина.
След като премине северно от язовир „Жребчево“ пътят навлиза в Сливенска област, като минава южно от село Оризари и северно от село Близнец, при село Бинкос пресича Бинкоския пролом на река Тунджа и навлиза в Сливенската котловина. Заобикаля от юг град Сливен, преминава през селата Калояново, Трапоклово и Горно Александрово и при пътен възел „Петолъчката“ навлиза в Ямболска област. Тук преминава през село Лозенец, преодолява поредния нисък вододел и при село Венец навлиза в Карнобатската котловина и Бургаска област.
В Бургаска област Републикански път I-6 продължава да следва своето източно направление, минава през град Карнобат, преодолява нисък вододел и навлиза в последната, най-източна подбалканска котловина – Айтоската. Преминава през центъра на град Айтос, завива на югоизток, навлиза в Бургаската низина, минава през квартал „Ветрен“ на Бургас и 360-ия километър на автомагистрала „Тракия“ и в северозападната част на град Бургас се свързва с Републикански път I-9 при неговия 234,4 km.
Общо в системата на Републикански път I-6 има 1+56 броя пътища от Републиканската пътна мрежа, от които: 4 броя пътища 2-ри клас; 22 броя пътища 3-ти клас с трицифрени номера и 30 броя пътища 3-ти клас с четирицифрени номера. Директно от Републикански път I-6 вляво и вдясно се отклоняват 4 второкласни и 18 третокласни пътища:
Второкласни пътища
- при 26,8 km, североизточно от град Кюстендил – надясно Републикански път II-62 (80,9 km) до град Самоков;
- при 81,4 km, в град Перник – наляво Републикански път II-63 (68,7 km) до ГКПП Стрезимировци;
- при 268,5 km, в югоизточната част на град Карлово – надясно Републикански път II-64 (54,5 km) до град Пловдив;
- при 400,7 km, югозападно от град Сливен – надясно Републикански път II-66 (127,6 km) до село Поповица.

Третокласни пътища (с трицифрени номера)
- при 22,6 km, северозападно от град Кюстендил – наляво Републикански път III-601 (27,9 km) до ГКПП Олтоманци;
- при 30,8 km – надясно Републикански път III-602 (28,3 km) до град Бобов дол;
- при 67,7 km, в квартал „Върба“ на град Радомир – надясно Републикански път III-604 (11,9 km) до село Жедна;
- при 69,9 km, в град Радомир – наляво Републикански път III-603 (25,6 km) до 27,3 km на Републикански път III-605;
- при 74,7 km, южно от град Батановци – наляво Републикански път III-605 (44,1 km) до с. Враня стена;
- при 222,7 km, преди планинския рид Козница – надясно Републикански път III-606 (89,2 km) до село Труд;
- при 281,4 km, югозападно от град Калофер – наляво Републикански път III-607 (67,7 km) до село Драшкова поляна (в участъка между местността „Паниците“ и хижа „Тъжа“ през Стара планина, на протежение повече от 20 km пътят не е изграден и представлява горски път);
- при 321,5 km – надясно Републикански път III-608 (63,7 km) до град Чирпан (в участъка между селата Средногорово и Пъстрово през Сърнена Средна гора, на протежение от около 13 – 14 km пътят не е изграден и представлява горски път);
- при 343,9 km – наляво Републикански път III-609 (86,9 km) до село Буря (в участъка между селата Борущица и Кръстец през Стара планина, на протежение от 6,5 km пътят не е изграден и представлява горски път).

Третокласни пътища (с четирицифрени номера)
- при 9,2 km, в северната част на село Гърляно – наляво Републикански път III-6001 (19,7 km) през селата Долно село, Кутугерци и Бобешино до село Коприва;
- при 25,1 km, в центъра на село Ябълково – наляво Републикански път III-6005 (13,1 km) през селата Николичевци, Копиловци и Шишковци до село Драговищица, при 67,8 km на Републикански път III-637 (между селата Копиловци и Шишковци, на протежение от 3,3 km, Републикански път III-6005 се дублира с Републикански път III-6003);
- при 30,3 km, югоизточно от село Копиловци – наляво Републикански път III-6003 (15,0 km) през селата Копиловци, Шишковци и Раждавица до село Полска Скакавица (между селата Копиловци и Шишковци, на протежение от 3,3 km, Републикански път III-6003 се дублира с Републикански път III-6005) при 61,8 km на Републикански път III-637;
- при 136,2 km, южно от село Горни Богров – надясно Републикански път III-6002 (6,6 km) през село Мусачево до град Елин Пелин, при 9,2 km на Републикански път III-105;
- при 152,4 km, северозападно от село Горна Малина – надясно Републикански път III-6004 (32,9 km) през селата Горна Малина, Белопопци, Байлово и Смолско до 6,0 km на Републикански път III-6006;
- при 189,2 km, южно от село Мирково – надясно Републикански път III-6006 (23,8 km) през селата Бенковски и Петрич до село Поибрене, при 34,1 km на Републикански път III-801;
- при 412,9 km, северно от село Тополчане – наляво Републикански път III-6007 (8,8 km) през село Сотиря до 30,7 km на Републикански път III-488, североизточно от град Сливен;
- при 492,9 km, източно от град Българово – наляво Републикански път III-6009 (28,0 km) през селата Миролюбово, Изворище, Брястовец и град Каблешково до град Ахелой при 210,1 km на Републикански път I-9.
- при 502,0 km – надясно Републикански път III-6008 (16,1 km) през „Лукойл-Нефтохим“ и село Свобода до град Камено при 10,5 km на Републикански път III-5392.

## Подробно описание
| Пътища, отклоняващи се надясно (населено място, № на пътя, посока на пътя)                                                                                   | Км            | Пътища, отклоняващи се наляво (посока на пътя, № на пътя, населено място)                                                     |
| --- | ------------- | --- |
| Община Кюстендил, Област Кюстендил, ГКПП Гюешево | 0             | ГКПП Гюешево, Област Кюстендил, община Кюстендил                                                                              |
| | 2             | → общински път (за с. Гюешево)                                                                                                |
| | 4,9           | → с. Каменичка Скакавица, общински път (за с. Гюешево)                                                                        |
| | 7,6           | → с. Раненци, общински път (за с. Долно село)                                                                                 |
| с. Гърляно | 9,2           | → с. Гърляно, 0,0 km, III-6001 (до с. Коприва)                                                                                |
| | 10,1          | → общински път (за с. Ръсово)                                                                                                 |
| с. Вратца | 13,3          | с. Вратца |
| (за с. Грамаждано) общински път, с. Жиленци ← | 17,7          | с. Жиленци |
| (за гр. Кюстендил) общински път ← | 18,6          | |
| (за гр. Кюстендил) общински път ← | 19,7          | → общински път, (за с. Горна Брестница)                                                                                       |
| (за гр. Кюстендил) общински път ← | 21,4          | → общински път, (за с. Лозно)                                                                                                 |
| (за гр. Кюстендил) общински път ← | 22,6          | → 0,0 km, III-601 (до ГКПП Олтоманци) → общински път, (за с. Радловци)                                                        |
| | 23,8          | → общински път, (за с. Скриняно)                                                                                              |
| (за гр. Кюстендил) общински път ← | 25,1          | → 0,0 km, III-6005 (до с. Драговищица)                                                                                        |
| (до гр. Самоков) II-62, 0,0 km ← (за гр. Кюстендил) общински път ←                                                                                           | 26,8          | |
| (от от 7,1 km на II-62) III-6203, 8,0 km, с. Ябълково → | 27,3          | → с. Ябълково, общински път (за с. Николичевци)                                                                               |
| | 30,3          | → 0,0 km, III-6003 (до с. Полска Скакавица)                                                                                   |
| (до гр. Бобов дол) III-602, 0,0 km ← | 30,8          | → общински път, (за с. Дворище)                                                                                               |
| (за с. Коняво) общински път ← | 33,5          | |
| с. Цървеняно | 37,4          | с. Цървеняно |
| Община Радомир, Област Перник | 42,3          | → общински път, (за с. Буново), Област Перник, община Радомир                                                                 |
| с. Драгомирово | 46,9          | ← с. Драгомирово, 15,6 km III-6233 (от гр. Земен)                                                                             |
| (за с. Углярци) общински път ← | 50,9          | |
| (за с. Извор) общински път ← | 55            | |
| (от 34,4 km на II-62) III-623, 34,3 km → | 56,4          | → 34,3 km, III-623 (до с. Габрешевци)                                                                                         |
| (за с. Негованци) общински път ← | 59            | |
| | 61,1          | → общински път, (за с. Поцърненци)                                                                                            |
| (за с. Бобораци) общински път, с. Беланица ← | 62,7          | → с. Беланица, общински път (за с. Прибой)                                                                                    |
| (до с. Жедна) III-604, 0,0 km, гр. Радомир ← | 67,7          | гр. Радомир |
| гр. Радомир | 69,5          | → гр. Радомир, общински път, (за с. Борнарево)                                                                                |
| (от 74,6 km на II-62) III-627, 57,4 km, гр. Радомир → | 69,9          | → гр. Радомир, 0,0 km, III-603 (до 25,8 km на III-605)                                                                        |
| Община Перник | 74,7          | → 0,0 km, III-605 (до с. Калотинци), община Перник                                                                            |
| (за с. Кралев дол) общински път, гр. Перник ← | 81,4          | → гр. Перник, 0,0 km, II-63 (до ГКПП Стрезимировци)                                                                           |
| (за с. Студена) общински път, гр. Перник ← | 87,3          | → гр. Перник, общински път (за с. Големо Бучино)                                                                              |
| автомагистрала „Струма“, 0,0 km ← (до ГКПП Кулата - Промахон) I-1, 288,7 km, гр. Перник ←                                                                    | 88,6          | ← гр. Перник, 19,1 km, автомагистрала „Люлин“ .                                                                               |
| Област София, (до хижа „Селимица“) III-1003, 0,0 km ← | 90,2          | Област София |
| с. Мърчаево | 95,8          | с. Мърчаево |
| с. Владая | 97            | с. Владая |
| гр. София, кв. „Княжево“ | 103,6         | → гр. София, кв. „Княжево“, 0,0 km, II-18 (околовръстен път на София)                                                         |
| (за кв. „Бояна“) общински път ← | 106,8         | бул. „България“ |
| (за кв. „Драгалевци“) общински път ← | 110,4         | бул. „Черни връх“ |
| (за кв. „Симеоново“) общински път ← | 112,7         | бул. „Симеоновско шосе“ |
| (до с. Алино) III-181, 0,0 km ← | 114,8         | бул. „Св. Климент Охридски“                                                                                                   |
| (от гр. Костенец) II-82, 88,7 km → | 118,7         | бул. „Самоковско шосе“ |
| (за с. Герман) общински път ← | 120           | ул. „Патриарх Герман“ |
| (за с. Лозен) общински път ← | 122,4         | ул. „Стар Лозенски път“ |
| автомагистрала „Тракия“, 0,0 km ← (до ГКПП Капитан Андреево - Капъкуле) I-8, 84,5 km ←                                                                       | 123,2         | бул. „Цариградско шосе“ |
| (за с. Казичене) общински път ← | 126,6         | → общински път (за с. Бусманци)                                                                                               |
| (за с. Кривина) общински път ← | 129,1         | |
| | 131,9         | бул. „Ботевградско шосе“ ← 75,8 km, I-8 (от ГКПП Калотина) ← 35,8 km II-18 (от кв. „Княжево“ → 0,0 km, автомагистрала „Хемус“ |
| (за с. Равно поле) общински път, с. Долни Богров ← | 134,2         | с. Долни Богров |
| | 135,6         | ← 241,7 km, I-1 (от ГКПП Видин - Калафат)                                                                                     |
| (до гр. Елин Пелин) III-6002, 0,0 km ← | 136,2         | |
| Община Елин Пелин, Софийска област | 138,1         | Софийска област, община Елин Пелин                                                                                            |
| с. Григорево | 145,1         | с. Григорево |
| (до с. Нови хан) III-105, 4,7 km ← | 146,4         | ← 4,7 km, III-105 (от с. Елешница)                                                                                            |
| Община Горна Малина | 149,9         | Община Горна Малина |
| (за с. Долна Малина) общински път ← | 151,2         | |
| (до 6,0 km на III-6006) III-6004, 0,0 km ← | 152,4         | |
| | 155,7         | → общински път (за с. Негушево)                                                                                               |
| | 157,7         | → общински път (за с. Осоица)                                                                                                 |
| (за селата Чеканчево и Макоцево) общински път, с. Саранци ←                                                                                                  | 160,9         | с. Саранци |
| | 165,5         | ← 9,3 km, III-1001 (от 213,4 km на I-1)                                                                                       |
| с. Долно Камарци | 169,2         | → с. Долно Камарци, общински път (за с. Стъргел)                                                                              |
| Община Мирково | 178,9         | Община Мирково |
| | 181,6         | → общински път (за с. Буново)                                                                                                 |
| | 188,6         | → общински път (за с. Мирково)                                                                                                |
| (до с. Поибрене) III-6006, 0,0 km ← | 189,2         | → общински път (за с. Мирково)                                                                                                |
| Община Челопеч, (за с. Чавдар) общински път ← | 195,2         | Община Челопеч |
| | 196           | → общински път (за с. Мирково)                                                                                                |
| (за селата Чавдар и Карлиево) общински път, с. Челопеч ← | 198,5         | → с. Челопеч, общински път (за с. Църквище)                                                                                   |
| Община Златица | 200,9         | Община Златица |
| (за с. Карлиево) общински път ← | 202,3         | |
| (до с. Барутин) II-37, 51,4 km, гр. Златица ← | 202,9         | ← гр. Златица, 51,4 km, II-37 (от с. Джурово)                                                                                 |
| Община Пирдоп | 204,5         | Община Пирдоп |
| (за 56,4 km на II-37) общински път, гр. Пирдоп ← | 207,2         | гр. Пирдоп |
| (за с. Душанци) общински път ← | 208,6         | |
| Община Антон | 211,5         | Община Антон |
| (за с. Душанци) общински път, гр. Антон ← | 214,5         | с. Антон |
| (до с. Труд) III-606, 0,0 km ← | 222,7         | |
| Община Карлово, Област Пловдив | 226,1         | Област Пловдив, община Карлово                                                                                                |
| (за гр. Клисура) общински път ← | 234,4         | |
| (за гр. Клисура) общински път ← | 239,3         | |
| (за с. Слатина) общински път, с. Розино ← | 242,5         | с. Розино |
| с. Кърнаре | 251,5         | → с. Кърнаре, общински път (за с. Христо Даново)                                                                              |
| (за с. Столетово) общински път, с. Кърнаре ← | 252,0         | ← с. Кърнаре, 126,3 km, II-35 (от 80,1 km на I-3)                                                                             |
| (за с. Столетово) общински път ← | 254,6         | |
| (за с. Певците) общински път ← | 255,6         | |
| с. Иганово | 257           | с. Иганово |
| Община Сопот, (за с. Московец) общински път ← | 260,4         | Община Сопот |
| с. Анево | 261,2         | с. Анево |
| гр. Сопот | 264           | гр. Сопот |
| Община Карлово | 266           | Община Карлово |
| (за с. Дъбене) общински път, гр. Карлово ← | 255,27        | гр. Карлово |
| (до гр. Пловдив) II-64, 0,0 km, гр. Карлово ← | 257,2         | гр. Карлово |
| с. Васил Левски | 263,57-264,48 | с. Васил Левски |
| (от гр. Баня) III-641, 8,5 km → | 264,9         | |
| (за с. Куртово) общински път ← | 265,7         | |
| | 271,9         | → 0,0 km, III-607 (до с. Драшкова поляна)                                                                                     |
| | 272,2         | → общински път (за гр. Калофер)                                                                                               |
| Община Павел баня, Област Стара Загора | 275,9         | Област Стара Загора, община Павел баня                                                                                        |
| (за с. Осетеново) общински път ← | 277,8         | |
| с. Манолово | 280,76-281,86 | с. Манолово |
| (за с. Александрово) общински път ← | 283           | |
| | 284           | → общински път (за с. Тъжа)                                                                                                   |
| с. Търничени | 287,96        | с. Търничени |
| с. Габарево | 288,7-289,85  | с. Габарево |
| (до гр. Пловдив) II-56, 14,5 km ← | 291,9-292,3   | ← 14,1 km, II-56 (от гр. Шипка)                                                                                               |
| с. Долно Сахране | 295,5-296,3   | |
| | 296           | → с. Долно Сахране, общински път (за с. Горно Сахране)                                                                        |
| Община Казанлък | 309,9         | Община Казанлък |
| с. Дунавци | 301,2         | ← с. Дунавци, 7,28 km, III-5601 (от гр. Шипка)                                                                                |
| (за с. Копринка) общински път ← | 304,8         | |
| | 307,9         | → общински път (за гр. Казанлък)                                                                                              |
| (до гр. Чирпан) III-608, 0,0 km, гр. Казанлък ← | 310,5         | гр. Казанлък |
| (за селата Овощник и Розово) общински път, гр. Казанлък ← | 312,2         | гр. Казанлък |
| гр. Казанлък | 314           | ← гр. Казанлък, 198,6 km, I-5 (от гр. Русе)                                                                                   |
| (за с. Черганово) общински път ← | 317,46        | |
| Община Мъглиж, (до ГКПП Маказа - Нимфея) I-5, 204,1 km ← | 319,56        | Община Мъглиж |
| | 322,3         | → общински път (за гр. Мъглиж)                                                                                                |
| (за с. Тулово) общински път ← | 324,5         | → общински път (за гр. Мъглиж)                                                                                                |
| (за с. Дъбово) общински път ← | 332,5         | → 0,0 km, III-609 (до с. Буря)                                                                                                |
| (за с. Ветрен) общински път ← | 335,9         | → общински път (за с. Сливито)                                                                                                |
| Община Николаево | 340,1         | Община Николаево |
| (от с. Ягода) III-5007, 23,1 km, гр. Николаево → (за с. Едрево) общински път ←                                                                               | 357,8         | → гр. Николаево, 23,1 km, III-5007 (до гр. Твърдица) → общински път (за с. Брестова)                                          |
| Община Гурково | 358,3         | Община Гурково |
| (до гр. Свиленград) II-55, 58,6 km ← | 359,3         | ← 58,6 km, II-55 (от 110,0 km на I-5)                                                                                         |
| Община Твърдица, Област Сливен | 363,8         | Област Сливен, община Твърдица                                                                                                |
| | 366,1         | → общински път (за гр. Твърдица)                                                                                              |
| (от гр. Нова Загора) III-662, 19,1 km → | 370,5         | → 19,1 km, III-662 (до гр. Елена)                                                                                             |
| (за с. Близнец) общински път ← | 381,7         | → общински път (за с. Бинкос)                                                                                                 |
| (за с. Струпец) общински път ← | 385,7         | → общински път (за с. Бинкос)                                                                                                 |
| (за с. Злати войвода) общински път ← | 390,6         | → общински път (за с. Гавраилово)                                                                                             |
| (до с. Поповица) II-66, 0,0 km ← | 400,7         | → общински път (за гр. Сливен)                                                                                                |
| (до гр. Средец) II-53, 123,6 km ← | 405,7         | ← 123,6 km, II-53 (от с. Поликраище)                                                                                          |
| (за с. Тополчане) общински път ← | 412,9         | → 0,0 km, III-6007 (до 30,7 km на III-488)                                                                                    |
| с. Калояново | 415,2         | с. Калояново |
| (от гр. Ямбол) III-5305, 23,0 km → | 415,9         | |
| | 418,1         | → общински път (за с. Глушник)                                                                                                |
| (за с. Блатец) общински път ← | 421,4         | |
| (за с. Драгоданово) общински път ← | 423,4         | |
| (за с. Зимница) общински път, с. Трапоклово ← | 426,1         | → с. Трапоклово, общински път (за с. Седларево)                                                                               |
| с. Горно Александрово | 429,9         | с. Горно Александрово |
| Община Стралджа, Област Ямбол (до ГКПП Лесово - Хамзабейли) I-7, 236,8 km, п.в. „Петолъчката“ ← (до с. Голямо Крушево) III-707, 0,0 km, п.в. „Петолъчката“ ← | 432,9         | Област Ямбол, община Стралджа ← п.в. „Петолъчката“, 236,8 km, I-7 (от ГКПП Силистра - Кълъраш) .                              |
| (от с. Зимница) III-7007, 12,5 km, с. Лозенец → | 435,9         | с. Лозенец |
| Община Карнобат, Област Бургас | 439,8         | Област Бургас, община Карнобат                                                                                                |
| (за селата Деветинци и Церковски) общински път, с. Венец ←                                                                                                   | 443,9         | с. Венец |
| | 451,1         | → общински път (за с. Искра)                                                                                                  |
| (от 50,9 km на II-79) III-795, 56,4 km → | 457,2         | |
| (от с. Трояново) III-5391, 25,6 km, гр. Карнобат → | 458,8         | гр. Карнобат |
| гр. Карнобат | 460,9         | ← гр. Карнобат 89,9 km, II-73 (от гр. Шумен)                                                                                  |
| | 462           | → общински път (за с. Глумче)                                                                                                 |
| (за с. Соколово) общински път ← | 466,2         | |
| | 466,7         | → общински път (за с. Кликач)                                                                                                 |
| Община Айтос, (за с. Чукарка) общински път ← | 470,7         | → общински път (за с. Черноград), община Айтос                                                                                |
| (за с. Пирне) общински път ← | 477,2         | → общински път (за селата Поляново и Карагеоргиево)                                                                           |
| гр. Айтос | 482,2         | → гр. Айтос, общински път (за с. Карагеоргиево)                                                                               |
| (от гр. Средец) III-539, 45,1 km, гр. Айтос → | 482,9         | ← гр. Айтос, 100,2 km, III-208 (от с. Ветрино)                                                                                |
| (за с. Малка поляна) общински път, гр. Айтос ← | 483,4         | гр. Айтос |
| | 489,9         | → общински път (за с. Съдиево)                                                                                                |
| | 492,9         | → 0,0 km, III-6009 (до гр. Ахелой)                                                                                            |
| (за гр. Българово) общински път ← | 494,3         | |
| (за с. Изворище) общински път, гр. Бургас, кв. „Ветрен“ ← | 498,2         | гр. Бургас, кв. „Ветрен“ |
| автомагистрала „Тракия“, 360,0 km → | 500,0         | |
| (до гр. Камено) III-6008, 0,0 km ← | 502,0         | |
| (до ГКПП Малко Търново) I-9, 234,4 km, гр. Бургас ← | 508,5         | ← гр. Бургас, 234,4 km, I-9 (от ГКПП Дуранкулак)                                                                              |

Забележки
1. ↑  На протежение от 47,0 km, от км 88,6 до км 135,6 Републикански път I-6 се дублира с Републикански път I-1 от км 288,7 до км 241,7
2. ↑  На протежение от 28,3 km, от км 103,6 до км 131,9 Републикански път I-6 се дублира с Републикански път II-18 от км 64,1 до км 35,8
3. ↑  На протежение от 8,7 km, от км 123,2 до км 131,9 Републикански път I-6 се дублира с Републикански път I-8 от км 84,5 до км 75,8
4. ↑  На протежение от 5,5 km, от км 314 до км 319,56 Републикански път I-6 се дублира с Републикански път I-5 от км. 198,6 до км 204,1